# Allen & Overy
Allen & Overy ist eine weltweit agierende Rechtsanwaltskanzlei mit Sitz in London. Die Kanzlei berät große Unternehmen, Finanzinstitutionen und Regierungen und wird zum Magic Circle britischer Kanzleien gezählt.

## Geschichte
Allen & Overy wurde 1930 von George Allen und Thomas Overy, Anwälten der Kanzlei Roney & Co., in London gegründet. Schon früh profilierte sich das Unternehmen bei der Beratung kanadischer Banken und Unternehmen erfolgreich. Im Jahr 1978 eröffnete die Anwaltsgesellschaft ihren ersten Standort außerhalb Großbritanniens. 2004, vier Jahre nach der Eröffnung des Büros in New York City, erfolgte die Umwandlung in eine Limited Liability Partnership. Seit 2008, als die Kanzlei Büros in Riad, Abu Dhabi, Mannheim, Düsseldorf und São Paulo eröffnete, wurden mehr als 50 Prozent des Umsatzes außerhalb Londons verdient. Von 2008 bis 2015 bestand eine Niederlassung in Mannheim, deren Anwälte fortan am Frankfurter Standort tätig wurden.
Am 21. Mai 2023 kündigten Allen & Overy und Shearman & Sterling ihre Fusion unter dem neuen Namen A&O Shearman an.

## Standorte

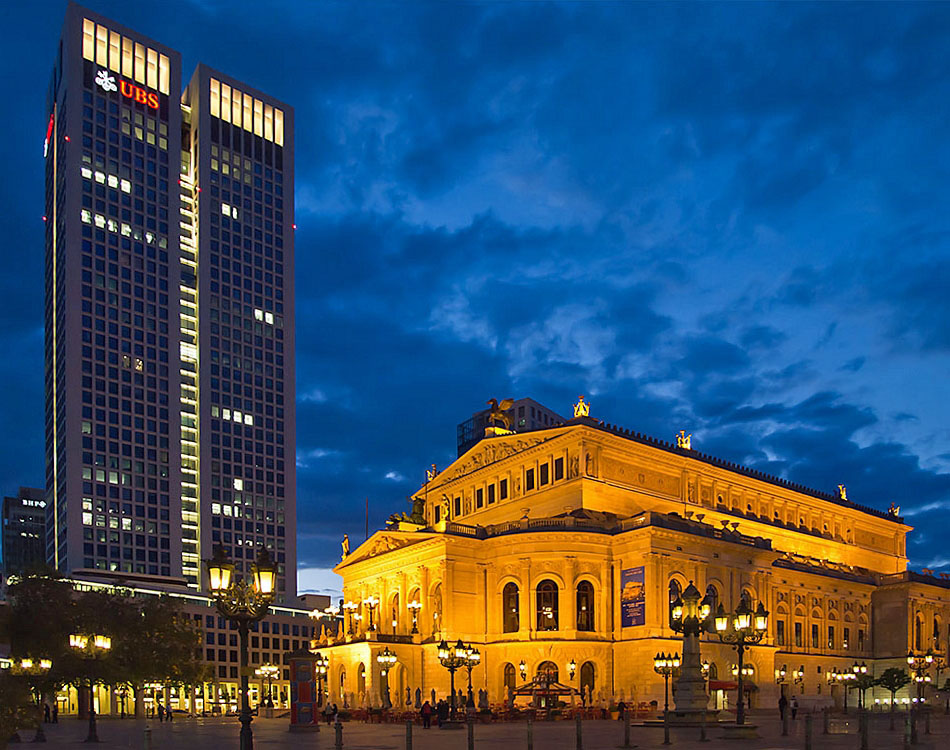
Opernturm (links), Sitz der Kanzlei in Frankfurt am Main

Die Kanzlei verfügt heute über 44 Büros in 31 Ländern in Europa, Amerika, Asien und Australien.
In Deutschland ist die Kanzlei mit über 220 Rechtsanwälten und Steuerberatern in Düsseldorf, Frankfurt am Main, Hamburg und München vertreten.

## Mandate (Auswahl)
Die Kanzlei hatte unter anderem im Fall des abdankenden Edward VIII. beratende Funktion, ferner bei der ersten feindlichen Übernahme in der Londoner City. Sie vertrat die Deutsche Bahn gegen Streiks der GdL sowie die Bank S. G. Warburg & Co. bei der Ausgabe der ersten Eurobonds durch die italienische Autostrada.

### Guantanamo-Häftlinge
Im Jahr 2004 vertraten Pamela Chepiga und fünf weitere Anwälte der Kanzlei fünfzehn jemenitische Gefangene der USA, die in der Guantanamo Bay Naval Base interniert waren, und sandten einen Amicus-curiae-Brief im Verfahren Rasul v. Bush an den Obersten Gerichtshof der Vereinigten Staaten. Charles Stimson, der damalige „Deputy Assistant Secretary of Defense for Detainee Affairs“, kritisierte dies mit den Worten: „Vorstände von Wirtschaftsunternehmen sollten Kanzleien auffordern, sich zwischen lukrativen Mandaten und der Vertretung von Terroristen zu entscheiden.“ Infolge heftiger Kritik an dieser Äußerung, auch seitens des Verteidigungsministeriums, trat Stimson zurück.